# 科布拉赫
科布拉赫是奥地利福拉尔贝格州费尔德基希县的一个市镇。总面积10.24平方公里，总人口4157人，人口密度406.0人/平方公里（2005年）。